# Urandir Fernandes de Oliveira
Urandir Fernandes de Oliveira (Marabá Paulista, 1963), conhecido pelo acrônimo UFO, é um empresário, ufólogo e autodenominado paranormal brasileiro. É conhecido pelas aparições na mídia brasileira sobre supostos contatos com seres extraterrestres.

## Biografia
Como empresário, atuou na área de construção civil. Ele afirma que desenvolveu a paranormalidade com nove anos de idade, conseguindo manipular suas energias quatro anos mais tarde. Urandir diz também que passou a ter contato com seres extraterrestres, tendo a missão de "ensinar as pessoas a desenvolver suas faculdades mentais".
Na década de 1990, Urandir passou a fazer palestras e também a aparecer em programas de televisão. Em 1995, chegou a ser entrevistado pelo programa Globo Repórter ao apresentar seus supostos poderes paranormais, como movimentar objetos e ligar e desligar televisores "com a força do pensamento". Em 1998, ele afirmou ter criado um método que ensina a "transmutar emoções e energia sexual em vibracional".
Em 2000, Urandir reapareceu na mídia ao apresentar o Projeto Portal no município de Corguinho, no Mato Grosso do Sul. Na época, ele afirmou que conseguiu 76 mil seguidores e núcleos em outras cidades do Brasil. Urandir alegou que possuía dons de cura, além de dizer que estava preparando a humanidade para as mudanças da Terra e que possuía os "arquivos cósmicos dos humanos". Em uma matéria publicada na revista IstoÉ, Urandir dizia ter contato com seres extraterrestres e exibir luzes nas mãos.
No mesmo ano, Urandir foi preso em Porto Alegre, sendo acusado de estelionato e falsidade ideológica. Na época, ele foi acusado de venda ilegal de terrenos em Corguinho. Que logo após foi liberado por conter todas as documentações legais.[carece de fontes?]
Em 2002, ocorreu uma negociação para levá-lo ao laboratório do norte-americano James Randi, que havia oferecido US$ 1 milhão para quem realmente provasse que tinha poderes paranormais. As negociações acabaram não prosperando.
Urandir foi tema de uma reportagem do Domingo Espetacular, na Record, no dia 10 de outubro de 2010. Em uma matéria de 21 minutos de duração, foi mostrado o funcionamento do Projeto Portal e um suposto contato com um extraterrestre chamado Bilu. Ao ser perguntado pela reportagem sobre qual seria sua mensagem para a Terra, o ET Bilu disse: "Apenas busquem conhecimento". O extraterrestre também foi tema de matéria do humorístico Custe o que Custar, exibido na Rede Bandeirantes. O ET Bilu e a frase "busquem conhecimento" se tornaram um meme na internet brasileira. Anos depois, o ator e roteirista brasileiro Jhonathan Marques confessou ser a voz do ET Bilu em entrevista a um podcast.
O ufólogo é conhecido por posições controversas, como que a Terra seria convexa. Mesmo assim, tornou-se uma personalidade reconhecida no estado do Mato Grosso do Sul, chegando a ser condecorado cidadão campo-grandense pela Câmara Municipal de Campo Grande, em 2019. Na época, Urandir havia criado a Dakila Pesquisas, responsável pelo documentário "Terra Convexa". O ufólogo também recebeu homenagens da Assembleia Legislativa do Mato Grosso do Sul e das Câmaras Municipais de Corguinho e Rochedo. Atualmente Urandir Fernandes de Oliveira foi condecorado com a Cruz do Mérito do Empreendedor Juscelino Kubitschek, no grau de Comendador da Legião de Honra do Presidente JK
Uma das atividades da Dakila é a Cidade de Zigurats, localizada em Corguinho. Nela, uma comunidade estuda diversos assuntos, como alienígenas e civilizações antigas, além de sustentar a teoria que nega o formato redondo da Terra.
Em 2022, Urandir voltou às manchetes após tornar viral a teoria conspiratória de Ratanabá, uma suposta cidade perdida na Amazônia que teria sido construída por extraterrestres há 450 milhões de anos. O boato ganhou projeção após a página Choquei — conta existente no Twitter e no Instagram que costuma publicar notícias falsas, distorcidas ou sem checagem — publicar aos seus seguidores sobre a tal "descoberta". O assunto chegou ao topo de menções no Twitter e ganhou um salto nas buscas do Google. Após enfrentar críticas, a Choquei apagou as postagens e se desculpou por divulgar o boato. A teoria conspiratória também foi divulgada por Mário Frias, então secretário de cultura do governo Jair Bolsonaro.